# 拉廷根
拉廷根（德語：Ratingen，發音：[ˈʁaːtɪŋən] ⓘ）是德国北莱茵-威斯特法伦州杜塞尔多夫行政区梅特曼县的城市，面积88.74平方千米，2023年12月31日人口为87,513人，是该县最大的城市。

## 友好城市
拉廷根与以下城市结为友好城市：
- 法國 莫伯日（1958年）
- 法國 勒凯努瓦（1963年）
- 美国 弗米利恩（1969年）
- 芬兰 科科拉（1989年）
- 德国 贝利茨（1990年）
- 俄羅斯 加加林（1998年）
- 中國 无锡市惠山区（2007年）